# هرجایی
هرجایی فیلمی به کارگردانی مهدی ژورک و نویسندگی سیروس الوند محصول سال ۱۳۵۳ است.

## خلاصه داستان
روز عروسی ترانه (زهره) و سعید، پرویز (پژوهان)، دوست سابق ترانه، با او تماس می‌گیرد و در ازای بازپس دادن عکس‌های یادگاری و نامه‌های او بیست هزارتومان طلب می‌کند..

## بازیگران
- مرجان
- منوچهر وثوق
- مرتضی عقیلی
- احمد معینی
- زهره
- منیژه
- تورج پژوهان
- رضوی
- اسکندر حسن پور
- دسترنج
- شهرام ثمینی پور
- رضا ذوالفقاری[نیازمند منبع]
- جهانگیر فروهر